# 태대사자
태대사자(太大使者)는 고구려 관등이다. 알사(謁奢) 또는 대상(大相) 이라고도 한다. 고구려 후기 관등 중 제4위에 해당하였다. 

## 개요
4세기 즈음에 만들어졌으며 3세기 이전의 사자(使者)에서 나왔다. 대대로, 태대형, 울절, 조의두대형과 함께 국가의 중대사를 결정하였다.
고구려가 멸망하고 고구려로 망명한 옛 고구려인(보덕국인)에게 신문왕 6년(686년) 경관(京官)이 주어졌을 때 사찬(沙湌) 관등을 받았다.

## 같이 보기
- 고구려의 관등